# Márton Ernő Balázs
 Márton Ernő Balazs (n. 22 august 1957, Cluj) este un matematician și informatician transilvănean, doctor docent, profesor universitar, fiul profesorului universitar și matematicianului Márton Balázs.

## Viața și cariera
A urmat învățământul liceal la Liceul de Informatică „Tiberiu Popoviciu” în Cluj. În 1981 a absolvit Universitatea Babeș-Bolyai Facultatea de Matematică-Informatică. După absolvire, primii 2 ani a profesat la Satu Mare, apoi între 1983-1987 a lucrat la Fabrica de Utilaj Greu din Cluj ca programator. Apoi, până în 1991 a fost cercetător științific la Institutul pentru Tehnică de Calcul și Informatică, și mai apoi a revenit la mediul academic, la Universitatea Babeș-Bolyai, ca asistent universitar. A obținut doctoratul in Matematică (Cluj, 1993) și mai apoi doctoratul în Tehnologia Informației (Statele Unite, 1999) ca beneficiar al unei burse Fulbright. A fost profesor universitar la Universitatea Internațională Americană din Richmond, Londra până in 2007. În prezent, este stabilit la Londra și profesează în domeniul Tehnologiei Informației.
Domeniile principale de cercetare sunt: inteligența artificială și sistemele complexe.

## Operele științifice (selecție)
- Balázs, Márton-Ernő: Multimodal function optimization using species conservation. Artificial Neural Nets and Genetic Algorithms: Proceedings of the International Conference in Prague, Czech Republic, 2001, Springer (2001), 252-255.
- Balázs, Márton-Ernő: Multidimensional crossover in genetic algorithms. Rev. Anal. Numér. Théor. Approx. 28 (1999), no. 2.
- Balázs, Márton Ernő: On a class of fitness functions for genetic algorithms using proportional selection. Rev. Anal. Numér. Théor. Approx. 23 (1994), no. 1, 15–23.
- Balázs, Márton-Ernő: On an experiment in solving equations using genetic algorithms. Studia Univ. Babeș-Bolyai, Math. 37, No.3, 3-12 (1992).
- Balázs, Márton-Ernő: On a classification of computer based systems. Studia Univ. Babeș-Bolyai, Math. 35, No.3, 3-5 (1990).
- Balázs, Márton Ernő: A heuristic search type algorithm for solving nonlinear equation systems. Studia Univ. Babeș-Bolyai Math. 33 (1988), no. 3, 3–10.